# Кансу, Гёзде
Гёзде́ Кансу́ (тур. Gözde Kansu; род. 23 августа 1980, Измир) — турецкая актриса

 театра, кино и телевидения, журналистка, телеведущая, автор песен и драматург.

## Биография и карьера
Гёзде Кансу родилась 23 августа 1980 года в Измире (Турция) в семье агентов по недвижимости Мазхара Кансу и Сельмы Кылычджиоглу. У неё есть младшая сестра — Симге Кансу (род. 27 апреля 1988), художница. Кансу окончила Измирскую среднюю школу Тевфика Фикрета и театральное отделение факультета исполнительских искусств Университета Докуз Эйлюль. С детства она занималась балетом и принимала участие в деятельности школьного театрально-музыкального отделения. Со школьных лет Кансу занималась журналистской деятельностью и работала с коллективами Городских театров Стамбула, в старшей школе была приглашена приять участие в их туре по Анталье.
В 1995 году Кансу дебютировала на телевидении с ролью в телесериале «Цветочное такси». В последующие годы она сыграла более чем в тридцати фильмах и телесериала. С 2022 года играет роль Гюльгюн Корхан в телесериале «Зимородок».
Кансу также является телеведущей, пишет песни и пьесы. Она написала песни «Özledim Onu» и «Zamanında», вошедшие в музыкальные альбомы «Sıla» (2007) и «Konuşmadığımız Şeyler Var» (2010), соответственно, певицы Сылы. Писала пьесы для Городских театров Стамбула.

## Фильмография
| Год       |     | Русское название             | Оригинальное название    | Роль              |
| --------- | --- | ---------------------------- | ------------------------ | ----------------- |
| 2018—2019 | с   | Карадениз                    | Sen Anlat Karadeniz      | Эйшан Саяр        |
| 1999—2003 | с   | Хоть мы и врозь, мы вместе   | Ayrılsak da Beraberiz    | учительница       |
| 2000      | ф   | Абузер Кадаиф                | Abuzer Kadayıf           | девушка на пляже  |
| 2000      | с   | Мне жаль Лейлу               | Üzgünüm Leyla            |                   |
| 2002      | с   | Отцы узнают последними       | En Son Babalar Duyar     |                   |
| 2002      | с   | Хватит, мама                 | Yeter Anne               | Дениз             |
| 2003      | с   | Шрам от пули                 | Kurşun Yarası            | Нефисе            |
| 2004      | ф   | Угрюмая Мюрюввет             | Mürüvvetsiz Mürüvvet     |                   |
| 2004      | с   | Дорогой                      | Canım Benim              |                   |
| 2005      | с   | Судьба                       | Kısmet                   | Эбру              |
| 2005      | с   | Мой непослушный папа         | Haylaz Babam             | Ясемин            |
| 2006      | с   | Джемиле                      | Cemile                   | Эльван            |
| 2007—2009 | с   | Симфония любви               | Dudaktan Kalbe           | Нимет Башар Алтуг |
| 2008      | ф   | Мой нетронутый остров        | Issız Adam               | Синем             |
| 2009      | с   | Весенние ветви               | Bahar Dalları            | Эмине             |
| 2009      | ф   | Весёлая жизнь                | Neşeli Hayat             | мама              |
| 2009      | ф   | Любовный треугольник         | Aşk Üçgeni               | Зейнеп / Туана    |
| 2010—2011 | с   | Усадьба госпожи              | Hanımın Çiftliği         | Сехер             |
| 2011—2012 | с   | Красная косынка              | Al Yazmalım              | Хелин Сезайоглу   |
| 2013      | ф   | Святой день                  | Kutsal Bir Gün           | Бурджу            |
| 2014      | с   | Дикмен из Анкары             | Ankara'nın Dikmen'i      | Тильбе            |
| 2015      | с   | Эй, Стамбул!                 | Ulan İstanbul            | Жюлиде Сары       |
| 2015      | с   | Прилив                       | Medcezir                 | Олджай            |
| 2016      | с   | Королева ночи                | Gecenin Kraliçesi        | Зеррин            |
| 2016      | кор | Нет, спасибо                 | Yok, Sağ Ol              |                   |
| 2016—2017 | с   | Внутри                       | İçerde                   | Ешим Думан        |
| 2017      | ф   | Прошлое                      | Geçmiş                   | Эсин              |
| 2018      | с   | Истерзанная                  | Sen Anlat Karadeniz      | Эйшан Саяр        |
| 2022—2023 | с   | Зимородок                    | Yalı Çapkını             | Гюльгюн Корхан    |
| 2023      | ф   | Странный соловей Нешет Эрташ | Garip Bülbül Neşet Ertaş | Айсель            |